# Astronotus
Astronotus es un género de peces de la familia Cichlidae. Este es uno de tres géneros que comprenden la tribu Chaetobranchini. Hay dos especies en este género (listadas a continuación). Ambas se encuentran en la cuenca del Río Amazonas en Sudamérica. Las especies de Astronotus crecen sobre 35 cm en tamaño, y son monomórficas. Son omnívoros oportunistas y comen todo lo que le quepa en la boca desde pequeños peces, crustáceos, moluscoss y otros invertebrados en su hábitat natural. 
Una especie, Astronotus ocellatus, es popular en acuarios el cual es conocido como "Oscar". A. ocellatus es monógamo, forma pareja permanente con la cual se aparea y desova en rocas o superficie lisa. La coloración de un ejemplar juvenil es muy variada y diferente a la de un adulto, sirviendo a este de camuflaje.

## Características
Tiene una boca grande con labios gruesos, los especímenes silvestres de esta especie son típicamente oscuros y coloreados con manchas anilladas anaranjadas u ocelos en el pedúnculo caudal y en la aleta dorsal.
Poseen una característica especial de alterar rápidamente su coloración, lo cual facilita conductas rituales territoriales y de combate entre congéneres. Los juveniles de A. ocellatus tienen diferente coloración a la de los adultos, presentan tiras blancas y anaranjadas y cabeza manchada.
En cautiverio y gracias a la cría selectiva se han obtenido diferentes variedades como la coloración albina y la variedad con aletas en forma de velo. 

## Apariencia, tamaño, coloración
A. ocellatus ha reportado que alcanza una longitud (SL) de 50 cm y un peso de 1,6 kg. Las formas silvestres capturadas de esta especie son típicamente oscuras y coloreadas con manchas anilladas anaranjadas u ocelos en el pedúnculo caudal y en la aleta dorsal. Se ha sugerido que tales ocelos funcionarían para limitar la mordedura de aletas por parte de la piraña (Serrasalmus spp.) que comparte su distribución natural con A. ocellatus. Otros estudios sugieren que dichos ocelos podrían ser importantes en comunicación intraespecífica. La especie es también hábil en alterar rápidamente su coloración, una treta que facilita conductas rituales territoriales y de combate entre conespecíficos. Los juveniles A. ocellatus tienen diferente coloración de la de los adultos, y presentan tiras blancas y anaranjadas y cabeza manchada. Acuaristas han logrado obtener una variedad albina del A. ocellatus.

## Distribución y hábitat
A. ocellatus es nativa de Perú, Colombia, Brasil, Guayana Francesa, y en la cuenca del Amazonas, a lo largo del propio río Amazonas y los ríos Putumayo, Negro, Solimões y Ucayali, y también en los drenajes del Approuague y el Oyapoque. En su ambiente natural, la especie típicamente se halla en hábitats de aguas limpias de lento movimiento, y se la aprecia escondida debajo de ramas sumergidas. Hay también poblaciones en China, norte de Australia, y Florida, Estados Unidos como resultado del mercado de peces ornamentales. Esta especie se ve limitada en su distribución por su intolerancia a temperaturas del agua más frías, su límite inferior letal de la especie es 12,9 °C.

## Dimorfismo sexual y reproducción
Aunque la especie es ampliamente reconocida como sexualmente monomórfica, se ha sugerido que el macho crece más rápidamente, y en algunas poblaciones naturales, los machos poseen pintas negras en la base de la espina dorsal. La especie alcanza la madurez sexual con aproximadamente 1 año de edad, y continúa reproduciéndose por 9-10 años. La frecuencia y tiempo de desove puede estar relacionado con la ocurrencia de lluvia. A. ocellatus es desovador biparental, aunque no existe información sobre su reproducción en la naturaleza. Se ha observado a su pariente cercano Astronotus crassipinnis que, en momentos de peligro, protege su freza (o puesta) en su boca, como una conducta reminiscente del empollado bucal de los cíclidos Geophagus. Aunque esta conducta no ha sido observada aún en A. ocellatus. En cautividad, la hembra selecciona y limpia una superficie, generalmente aplanada horizontal o vertical, donde desova de 1000-3000 huevos. Como muchos cíclidos, A. ocellatus cuida de su puesta durante la incubación, aunque la duración y detalles de tal cuidado en la naturaleza permanece desconocido.

## Alimentación y presas
El examen del contenido estomacal de A. ocellatus por Winemiller, en 1990, demostró que su dieta natural son insectos acuáticos y terrestres (comprende más del 60 % de su ingesta), y además consume pequeños peces, y crustáceos. Muchos de los peces comidos por A. ocellatus eran pez gato relativamente sedentarios, incluidos Bunocephalus, Rineloricaria, Ochmacanthus. La especie usa un mecanismo de succión, generado por una extensión (protrusión) de mandíbulas, para capturar su presa, y se ha reportado que exhibe un comportamiento de "mímica de muerte" yaciendo de costado al encontrarse en una situación estresante, de manera similar a Parachromis friedrichsthalii y a Nimbochromis livingstonii. La especie presenta un requerimiento elevado de vitamina C, desarrollando problemas de salud en su ausencia.

## Historia, taxonomía y sinonimia
La especie fue descrita por Louis Agassiz en 1831 como Lobotes ocellatus, ya que supuso equivocadamente que se trataba de una especie marina, y más tarde se asignó a la especie al género Astronotus. La especie tiene varios sinónimos: Acara compressus, Acara hyposticta, Astronotus ocellatus zebra, Astronotus orbiculatus.

## Mejoramiento selectivo
Un número de variedades ornamentales de A. ocellatus se han desarrollado para la industria del acuario; incluyendo formas de tallas más grandes que los ejemplares de poblaciones naturales,y de mayor cantidad e intensidad de colores. Existen variedades de coloración albinos, leucísticos y formas xánticas. También se venden A. ocellatus con parches marmoleados de pigmentación roja, a estos ejemplares se les suele denominar como "tigres rojos", y las razas con coloración pura roja se venden frecuentemente con el nombre comercial de "rojos". El patrón de pigmentado rojo difiere entre los individuos, un A. ocellatus del Reino Unido tiene marcas que recuerdan la palabra arábica para "Allah". Recientemente se han desarrollado variedades muy alargadas. También la especie es ocasionalmente y artificialmente coloreada por un proceso conocido como pintado de peces.

## En el acuario
A. ocellatus es popular como mascota, y considerada como inteligente por acuaristas. Esto es en parte porque aprenden a asociar comer y dueños, también son capaces de reconocer a sus dueños de extraños.
A pesar de su tamaño grande, y su naturaleza predadora, A. ocellatus es relativamente tranquilo en los acuarios, comparado con otros tan grandes.
A. ocellatus puede ser desenraizador de plantas, y mover objetos en acuarios y están mejor mantenidos en volúmenes de 200-600 L. 
A. ocellatus es relativamente tolerante a un amplio rango de química del agua de acuario, aunque por su gran tamaño y hábitos desordenados de alimentación necesita una eficiente instalación de filtrado en el acuario. A. ocellatus es de baja demanda de alimento en cautiverio y acepta un rango de comida que incluirá piezas de pescado y alimento balanceado para cíclidos. También tienden a saltar fuera del acuario si la altura del acuario es insuficiente.
En contraste, A. crassipinnis es raramente exportado para la acuariofilia, por lo tanto, es raro verlo en cautividad.

## Especies
- Astronotus crassipinnis (Heckel, 1840).
- Astronotus ocellatus (Agassiz, 1831).